# Цона Артиђанале Каларела (Мачерата)
Цона Артиђанале Каларела је насеље у Италији у округу Мачерата, региону Марке.
Према процени из 2011. у насељу је живело 3 становника. Насеље се налази на надморској висини од 536 м.